# Detlef Brümmer
Detlef Brümmer (* 23. September 1938 in Essen) ist ein deutscher Rechtsanwalt und katholischer Unternehmer.

## Leben
Nach seinem Abitur am staatlichen Burggymnasium Essen studierte Detlef Brümmer von 1958 bis 1962 Rechtswissenschaften in Freiburg, München und Bonn. In Freiburg wurde er durch Beitritt in einer Studentenkorporation Mitglied im Kartellverband katholischer deutscher Studentenvereine (KV). Nach seiner Ersten Juristischen Staatsprüfung 1962 und der Zweiten Juristischen Staatsprüfung 1967 machte Brümmer von 1967 bis 1969 eine kaufmännische Ausbildung im Einzelhandel und wurde 1970 an der Rheinischen Friedrich-Wilhelms-Universität in Bonn mit einer Arbeit über Kirchenbau und Baurecht zum Dr. iur. promoviert.
1969 trat Brümmer in die Rechtsanwaltskanzlei Patt in Düsseldorf ein und wechselte 1970 als Leiter der Rechtsabteilung in eine zu einer mittelständischen Unternehmensgruppe gehörende Vermögensverwaltungsgesellschaft in Düsseldorf, deren Vorstandsmitglied (meist Alleinvorstand) er von 1975 bis 2006 war. Schwerpunkt seiner dortigen Tätigkeiten waren die Konzeption, die Entwicklung und Finanzierung sowie das Management von Vermögensanlagegesellschaften (Fonds) für Kapitalanleger im Bereich der Immobilien und anderer Wirtschaftszweige. Zu seinen rechtlichen Aufgaben gehörten u. a. Immobilienrecht, Gesellschaftsrecht der Personengesellschaften, Kapitalanlagerecht und Prospekthaftung sowie Vertragsgestaltung. Seit 2006 ist er Partner der Kanzlei Grooterhorst & Partner Rechtsanwälte (seit 2014 of counsel) und Aufsichtsratsmitglied oder Mitglied in verschiedenen Fondsbeiräten.
Brümmer ist Mitglied des Deutschen Juristentages, der Rechts- und Staatswissenschaftlichen Vereinigung e.V. sowie der Deutsch-Spanischen Juristenvereinigung DSJV und des Freundeskreises der juristischen Fakultät der Universität Düsseldorf e.V. Er ist Mitglied des Industrie-Club Düsseldorf sowie Förderer der Kunstsammlung Nordrhein-Westfalen und der Görresgesellschaft zur Pflege der Wissenschaft. Er ist Mitglied der CDU.
Er ist seit 1965 verheiratet und hat zwei Kinder.

## Ritterorden vom Heiligen Grab zu Jerusalem
1989 wurde Detlef Brümmer in den Ritterorden vom Heiligen Grab zu Jerusalem investiert. Dort hatte er später verschiedene Ämter inne, darunter als Leitender Komtur (Delegat) in Düsseldorf sowie von 1999 bis 2007 als Kanzler der Deutschen Statthalterei unter Statthalter Paul Theodor Oldenkott.
Brümmer wurde 2015 Nachfolger von Heinrich Dickmann im Amt des Statthalters des Päpstlichen Ritterordens vom Heiligen Grab zu Jerusalem in Deutschland. 2019 gab er das Amt turnusmäßig weiter an den Juristen Michael Schnieders aus Münster. Brümmer ist Großkreuzritter des Ordens und wurde 2019 von Kardinal-Großmeister Edwin Frederick O’Brien zum Ehrenstatthalter ernannt. Brümmer engagiert sich weiterhin in der Heilig-Land-Kommission im Großmagisterium in Rom.
Brümmer ist ein herausragender Kenner des Heiligen Landes und wurde für sein dortiges soziales Engagement 2009 mit der Silbernen Palme von Jerusalem ausgezeichnet.

## Weitere Ehrenämter und Auszeichnungen
Für sein ehrenamtliches Engagement in zahlreichen katholischen Einrichtungen, wie dem Düsseldorfer Marienhospital und dem Studentenwohnheim Regenbogen e.V., wurde er 2014 von Papst Franziskus zum Ritter des Päpstlichen Silvesterordens ernannt. Er ist Mitglied des Bundes katholischer Unternehmer (BKU) und deren langjähriger Leiter der Diözesangruppe Düsseldorf und Mitglied der katholischen Lambertus Gilde in Düsseldorf. 2008 wurde er von Papst Benedikt XVI. in die Päpstliche Stiftung Centesimus Annus Pro Pontifice (CAPP) im Vatikan berufen.